# Мстислав Володимирович (князь дорогобузький)
Мстислав Володимирович (?—після 1203 р.) — Князь дорогобузький (1171—1173 рр.), трипільський (1173 — після 1183 рр.) і канівський (1194—1203 рр.). Син Володимира Мстиславича «Мачешича», наймолодшого сина Мстислава Великого.

## Біографія
Отримав Дорогобуж на Волині від свого батька, який незадовго перед смертю зайняв велике київське княжіння. Потім Дорогобуж відійшов у володіння Ярослава Ізяславича луцького і його нащадків. У 1173 Мстислав отримав від Ростиславичів Трипільське князівство в Пороссі. Але вже в 1176 він зрадив свого патрона, Ярополка Романовича смоленського і здав Треполь війську київського князя Святослава Володимировича. У 1181 р. після поразки Ігоря Святославича новгород-сіверського і половців від війська Рюрика Ростиславича в битві на річці Чорторий Мстислав був позбавлений свого уділу Рюриком за колишню зраду Ростиславичів: «Ти колись Треполь передав Ольговичам, а нині, хоча ти й побіг єси до Ольговичів, і половцям добро чинив, та бог і хрест поміг моїм боярам. А ти їх хотів прикінчити».
Пізніше брав участь у боротьбі з половцями, в тому числі під керівництвом Святослава Київського у знаменитій битві на Орелі, в якій був розгромлений хан Кобяк. Слідом за цим Мстислав не згадується в літописах аж до 1194 року, коли Рюрик Ростиславич посадив його в Каневі.
У 1203 р. був єдиним з князів який обороняв Київ від військ Рюрика Ростиславича. Після падіння міста потрапив у полон до Ольговичів і був ув'язнений у Сновську, подальша доля невідома, ймовірно скоро загинув.

## Сім'я
Був одружений з дочкою чернігівського князя Святослава Всеволодовича, імені якої у джерелах не збереглося. Відомостей про дітей немає.